# Succasunna
Succasunna – jednostka osadnicza w Stanach Zjednoczonych, w stanie New Jersey, w hrabstwie Morris.